# Geheimschrift Kaiser Leopolds II.

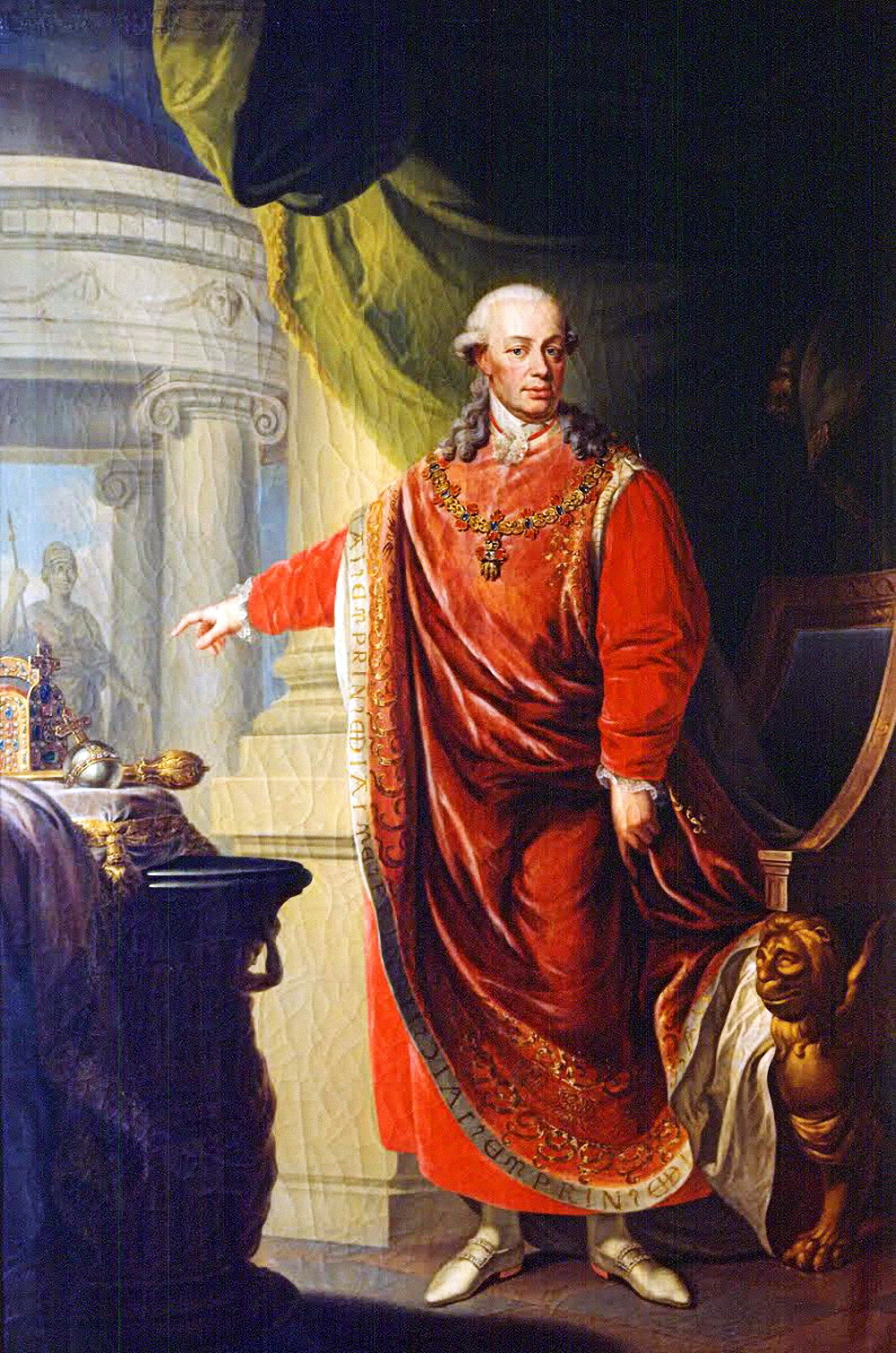
Kaiser Leopold II. (1747–1792)

Die Geheimschrift Kaiser Leopolds II. diente dem späteren Kaiser Leopold II. (1747–1792) insbesondere während seiner Regentschaft als Großherzog der Toskana (1765 bis 1790) als Verschlüsselungsverfahren zum Schutz vertraulicher Notizen und Datenbestände. Sie wurde 1959 durch Adam Wandruszka entziffert, aber erst 1961 als Weiterentwicklung eines ursprünglich aus Großbritannien stammenden Kurzschriftsystems erkannt.

## Erforschung
Im Zuge seiner Recherchen für eine Biographie Leopolds als Großherzog der Toskana und römisch-deutscher Kaiser studierte Adam Wandruszka zahlreiche Autographen des Monarchen, die sich in verschiedenen Archiven in Wien, Florenz und Prag erhalten haben.
Im Wiener Haus-, Hof- und Staatsarchiv stieß er auf zwei „eigentümliche Schriftstücke in einer stenographieartigen Geheimschrift“, die während zweier Aufenthalte Leopolds am Wiener Hof in den Jahren 1778/79 und 1784 entstanden waren. Stand zunächst keineswegs fest, in welcher Sprache die beiden verschlüsselten Schriftstücke Leopolds abgefasst waren, so durfte nach Wandruszkas Einschätzung mit großer Wahrscheinlichkeit davon ausgegangen werden, dass der damalige Großherzog hier – wie auch bei seinen anderen privaten Notizen – die italienische, und nicht – wie in seiner Korrespondenz mit dem Wiener Hof – die französische Sprache benutzt hatte. Zwei ähnliche, als Kapitelüberschriften verwendete und auch sonst im Text mehrmals vorkommende Zeichengruppen ließen zudem vermuten, dass es sich bei diesen um die Bezeichnungen l’imperatrice (für Maria Theresia) und l’imperatore (für Joseph II.) handeln könne, doch kam Wandruszka mit diesen Zeichengruppen zunächst nicht weiter. Allerdings konnte er feststellen, dass sich Großherzog Leopolds Geheimschrift einer phonetischen Schreibweise bediente und daher weder das Dehnungs-h noch die im Italienischen recht häufige Konsonantenverdoppelung berücksichtigte.

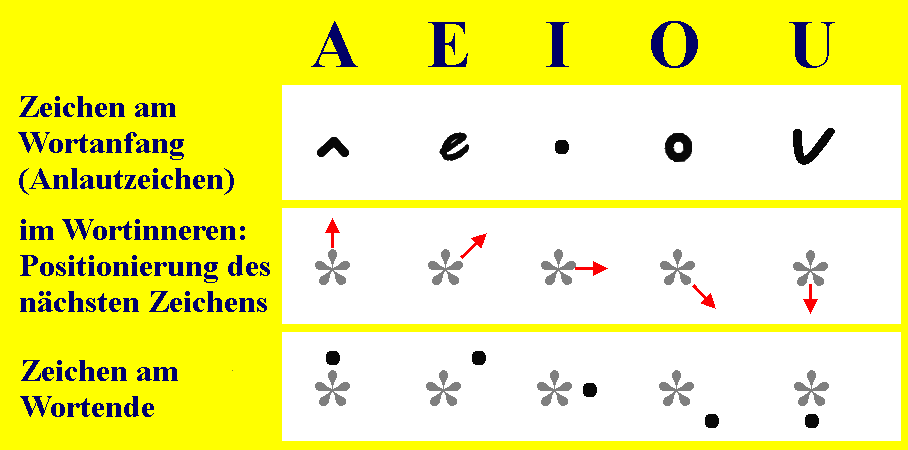
Tafel 1 mit Kürzeln

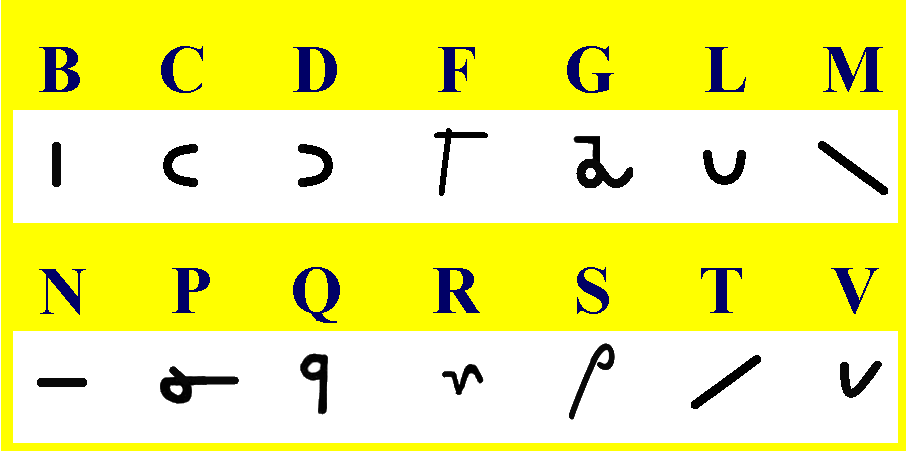
Tafel 2 mit Kürzeln

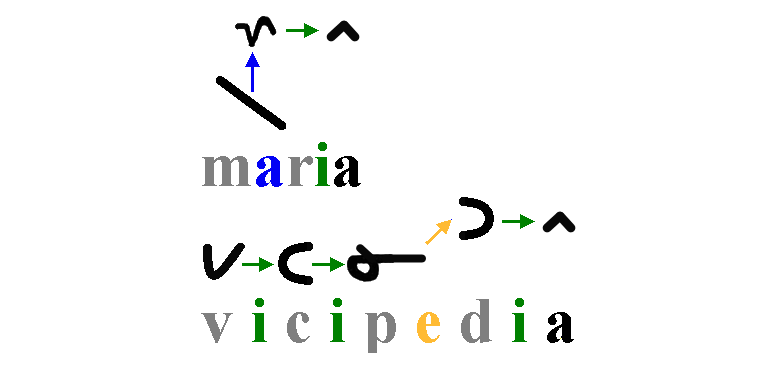
Beispiele Maria und Wikipedia in Lautschrift (siehe die Erläuterungen im Haupttext)

Einen wesentlichen Beitrag zur Entzifferung der Manuskripte lieferte Rudolf Neck, der Wandruszkas Aufmerksamkeit auf die vielen über den Text verstreuten Punkte lenkte und die Vermutung äußerte, dass es sich dabei vielleicht um Zeichen zur Worttrennung handeln könnte. Diese Punkte folgen dem vorangehenden Zeichen nicht auf gleicher Höhe, sondern wurden teils darüber, teils darunter, teils daneben, teils halbrechts oben oder halbrechts unten nach dem vorhergehenden Zeichen gesetzt. So ergeben sich fünf verschiedene Positionen, die Wandruszka schließlich, in einem Halbkreis von oben nach unten im Sinne eines Ziffernblattes von 12 bis 6 gelesen, mit den Vokalen a, e, i, o, u sowie in weiterer Folge als Schlussvokale der einzelnen Wörter identifizieren konnte. So bedeutet ein in die Mitte über das Kürzel für den Buchstaben l gesetzter Punkt ein la, ein Punkt halbrechts oben ein le, ein Punkt rechts neben dem Kürzel ein li (oder in Lautschrift auch gli), ein Punkt halbrechts unter dem Kürzel ein lo, und ein gerade unter das Kürzel gesetzter Punkt ein lu. Ein ähnliches Schema gilt für das Wortinnere, wobei Vokale zwischen den Konsonanten durch die Position des folgenden Konsonanten ausgedrückt werden. So ist ein Gedankenstrich das Kürzel für den Buchstaben n. Folgt darauf ein zweiter, halbrechts daruntergesetzter Strich, so ergibt dies non, während zwei Striche übereinander (=) als nan oder nun gelesen werden können, zwei Striche nebeneinander (- -) als nin. Steht ein Vokal im Anlaut oder allein – was im Italienischen häufig vorkommt, z. B. als a (zu, in, hat), e (und, ist), o (oder, habe), i (die) –, so gibt es für ihn ein separates Kürzel und er wird damit gleichsam als Konsonant behandelt. Das Gleiche gilt, wenn zwei Vokale aufeinandertreffen, wie z. B. im Namen Maria. In einem solchen Fall wird das erste a dadurch ausgedrückt, dass das r in die Mitte über das m gesetzt wird, das zweite a aber wird durch das separate Anlautzeichen für a gekennzeichnet, das rechts neben das Kürzel für r gesetzt wird. Wenn ein längeres Wort mehrere a oder u enthält, kann sich durch diese Notation eine Art von „Turmbau“ ergeben, der in den Manuskripten des Großherzogs bis in die darüberliegende oder die darauffolgende Zeile reicht.

## Verwendung

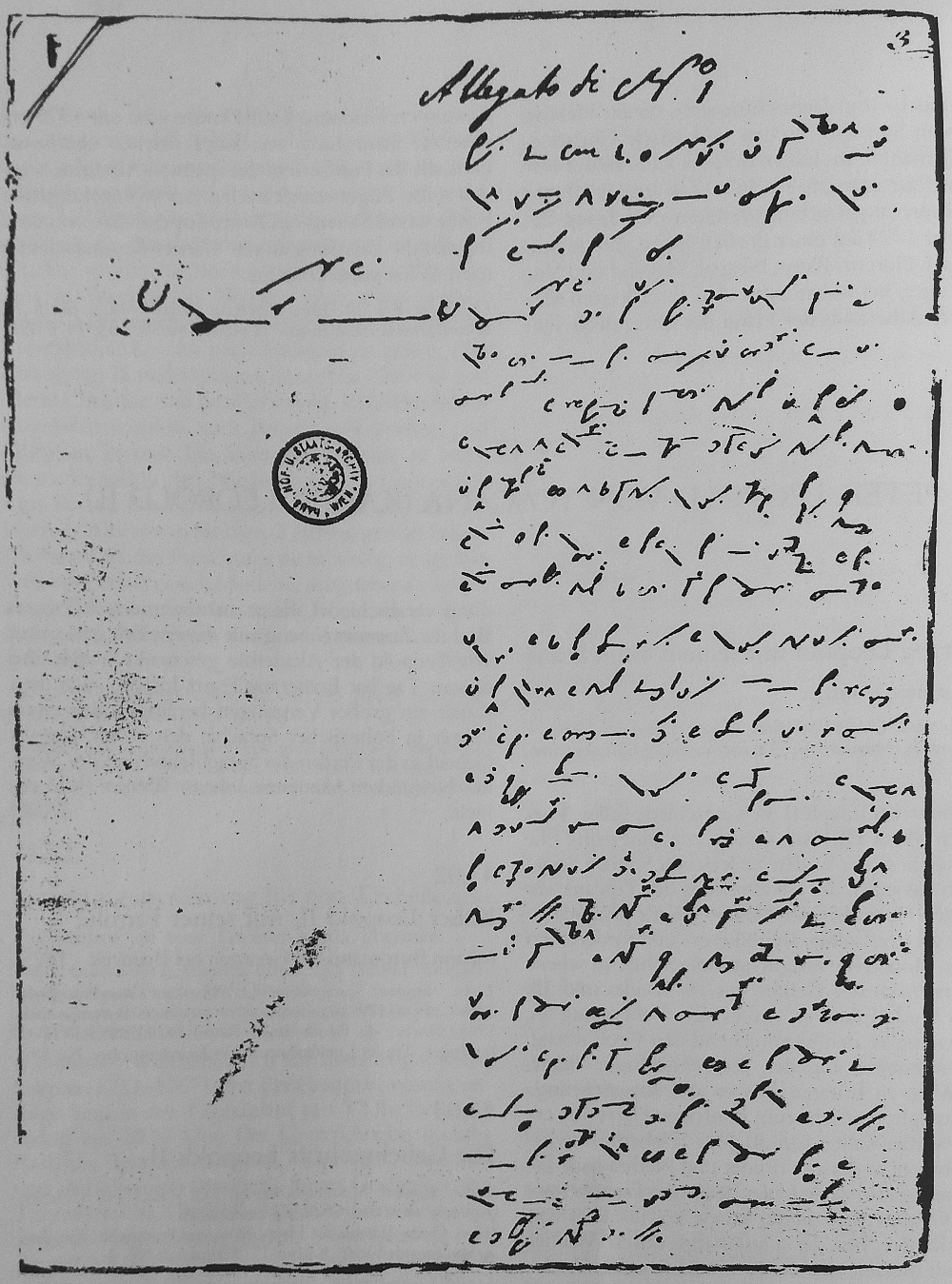
Manuskript 1: Allegato di No.1 (1778–1779)

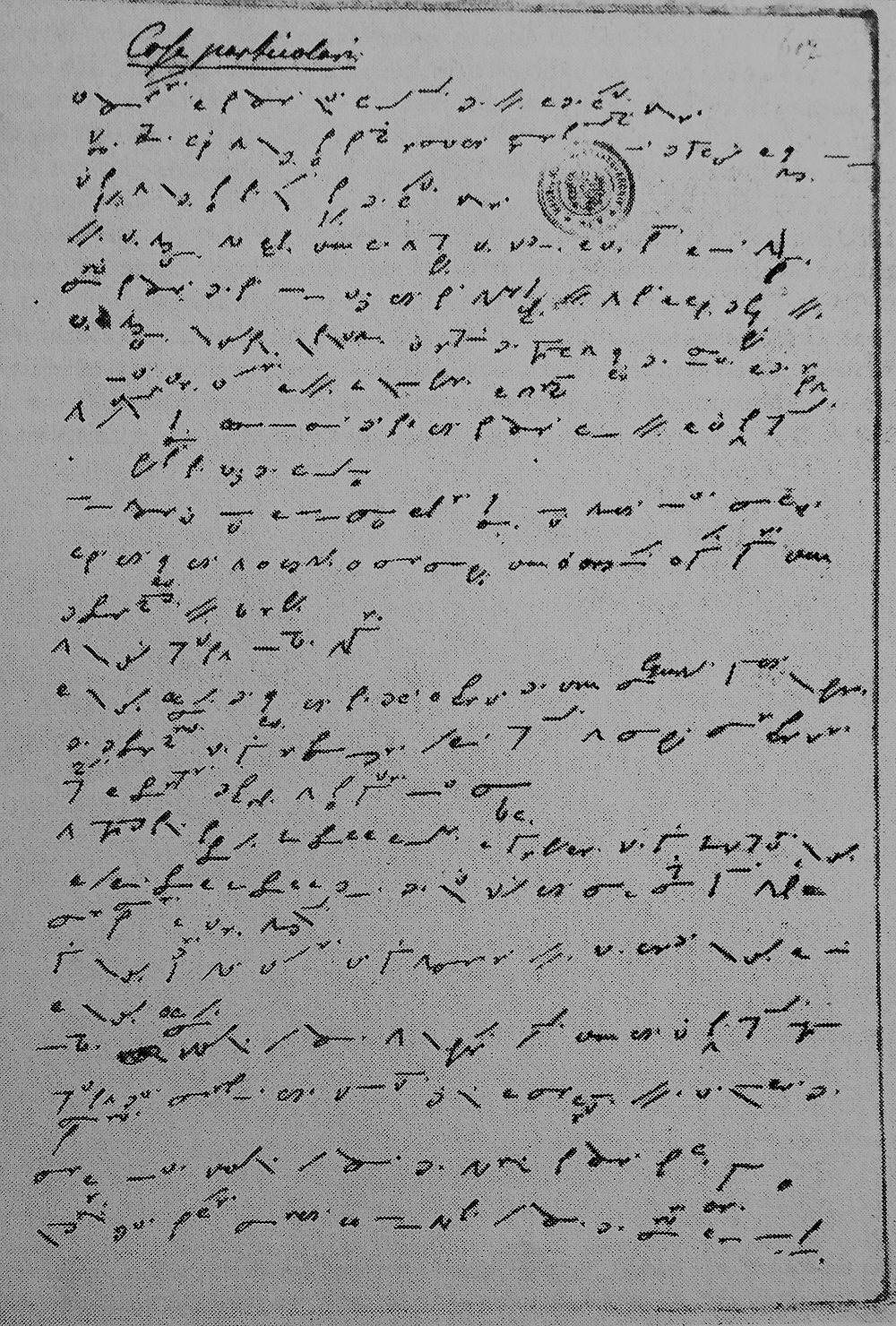
Manuskript 2: Cose particolari (1784)

Die beiden von Wandruszka im Haus-, Hof- und Staatsarchiv entdeckten und 1959 entzifferten Schriftstücke mit den Aufzeichnungen des späteren Kaisers wurden 1963 und 1965 in den beiden Bänden seiner Biographie Leopolds II. publiziert.
Ihre Auswertung offenbarte, dass der damalige Großherzog bei seinen Aufenthalten am Wiener Hof 1778/79 und 1784 sehr scharfe und kritische Urteile über alle Familienmitglieder gefällt und sich in seinen Notizen in ungewöhnlich offener Weise Luft über seinen Ärger gemacht hatte. Leopolds Verwendung der Kurzschrift als Geheimschrift war durch die Notwendigkeit der Geheimhaltung seiner Gedanken gegenüber dem Wiener Hof gegeben. Auf diesen Umstand weist auch der von Leopold in diesem Zusammenhang selbst verwendete Ausdruck in cifra hin:
- Manuskript 1 trägt in Klarschrift die Überschriften „Stato della famiglia“ sowie „Allegato di No. 1“ (deutsch: ‚Status der Familie‘ sowie ‚Anhang Nr. 1‘),  entstand um die Jahreswende 1778/1779, umfasst 52 Seiten und ist auf Italienisch verfasst.[8] Großherzog Leopold war damals von seiner Mutter Maria Theresia und seinem Bruder Joseph II. wegen des Bayerischen Erbfolgekrieges nach Wien gerufen worden, war aber über den langen Aufenthalt dort aus mehreren Gründen sehr unglücklich.[7] Er verfasste in dieser Zeit umfangreiche Abhandlungen, zum einen als Charakteristiken der am Wiener Hof lebenden Mitglieder des Hauses Habsburg-Lothringen mit kurzen Urteilen über seine drei an bourbonische Höfe verheirateten Schwestern sowie über Erzherzog Ferdinand und dessen Gemahlin in Mailand, zum anderen als Charakteristiken der führenden Beamten, über den Zustand der Monarchie, über die in Böhmen stehende habsburgische Armee, über seine Gespräche mit Maria Theresia, Joseph II. sowie weiteren führenden Persönlichkeiten des Staates.[9]
- Manuskript 2  trägt in Klarschrift die Überschrift „Cose particolari“[10] (deutsch: ‚spezielle Dinge‘), entstand im Sommer 1784 und ist ebenfalls auf Italienisch verfasst. Der Text stellt eine Charakteristik Josephs II. dar. Großherzog Leopold empfand auch diese Reise nach Wien als unerfreulich, da er von seinem Bruder effektiv dazu gezwungen wurde, ihm seinen ältesten Sohn Franz zur weiteren Erziehung zu übergeben und zudem eine Übereinkunft über die zukünftige Abschaffung der habsburgischen Sekundogenitur im Großherzogtum Toskana nach dem Tod Leopolds oder Josephs II. zu unterschreiben.[7]

## Einordnung

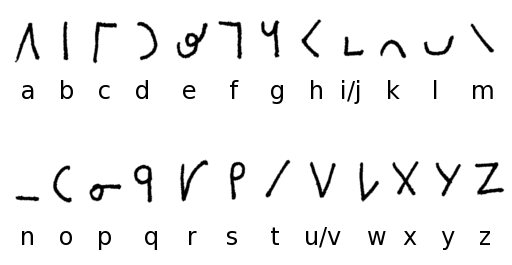
Sheltons Kurzschrift-Alphabet

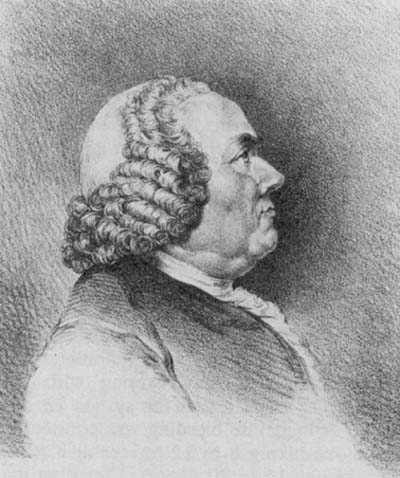
Gerard Freiherr van Swieten (1700–1772)

Erst 1961, zwei Jahre nach der 1959 geglückten Entzifferung und Transkription der ursprünglich verschlüsselten Schriftstücke Leopolds II., wurde seine „Geheimschrift“ als Weiterentwicklung eines ursprünglich aus England stammenden Kurzschriftsystems erkannt, wobei der in München lebende ungarische Historiker Denis Silagi den entscheidenden Hinweis lieferte.
Die von Leopold II. verwendete monoalphabetische Substitution zählt zur Gattung der „geometrischen Kurzschriftsysteme“, wie sie im 16. und 17. Jahrhundert in England von John Willis und seinen Nachfolgern entwickelt wurden. Willis bildete die Buchstabenzeichen seiner Kurzschrift nach geometrischen Gesichtspunkten (Strich, Bogen, Kreis, Schleife), dazu wurden die Vokale im Auslaut nicht ausgeschrieben, sondern durch Punkte in verschiedener Stellung zum vorhergehenden Zeichen angezeigt.
Auf dem stenographischen System von Willis baute die um 1624 von Thomas Shelton vorgestellte Kurzschrift auf, die im späteren 17. und 18. Jahrhundert führend in Gebrauch war. Neben vielen Gemeinsamkeiten mit Sheltons System weist die von Leopold II. zur Verschlüsselung seiner Notizen gebrauchte Kurzschrift auch Ähnlichkeiten zu den Kurzschriften von Theophilus Metcalfe (1635) und Charles A. Ramsay auf. Ramsay hatte für seine stenographischen Lehrbücher die Kurzschrift Sheltons ins Deutsche (1678), Lateinische (1681) und Französische (1681) übertragen, während eine ebenfalls von ihm verfasste Übertragung ins Italienische nie gedruckt wurde.
Da der 1772 verstorbene Gerard van Swieten als Leiter der Wiener Hofbibliothek sowie der Bücherzensur-Hofkommission für die Niederschrift seiner Vermerke die von Ramsay stammende Übertragung von Sheltons Kurzschriftsystem ins Lateinische verwendet hatte, vermutete Wandruszka zunächst, dass bei van Swieten auch das Vorbild für die Geheimschrift Leopolds II. zu suchen sei, nicht zuletzt auch aufgrund der engen Beziehungen Gerard van Swietens zur Familie Maria Theresias. Letztlich gab Wandruszka aber der These den Vorzug, dass Leopold II. das Schriftsystem für seine verschlüsselten Aufzeichnungen erst in der Toskana kennengelernt habe und es sich dabei nicht um eine völlige Neuentwicklung handelte, sondern tatsächlich um Ramsays Übertragung von Sheltons Kurzschriftsystem ins Italienische, welche nie im Druck erschien und der Allgemeinheit daher unbekannt war.